# Dimitrov 24
Der Massengutschiffstyp Dimitrov 24, auch Projekt 584, der bulgarischen Georgi-Dimitrov-Werft wurde in einer Serie von 64 Einheiten gebaut.

## Einzelheiten
Der Entwurf der Baureihe griff wesentliche Merkmale des polnischen Massengutschiffstyp Stocznia Gdynia B470 auf, dessen Produktion Anfang der 1970er Jahre endete. Hergestellt wurde der Typ von der Georgi-Dimitrov-Werft in drei Serien für verschiedene Reedereien. Beginnend mit dem Typschiff Vikhren wurden zunächst sieben Einheiten (Baunummern 101 bis 107) des Typs 584 gebaut, danach folgten 44 Einheiten (Baunummern 108 bis 151) der Variante 584Е, woran sich 13 Einheiten (Baunummern 152 bis 164) des Typs 584/1 anschlossen.
Die Schiffe sind als Handysize-Massengutschiffe mit achtern angeordneten Aufbauten ausgelegt. Sie haben sieben Laderäume mit jeweils eigener Luke, deren Faltlukendeckel hydraulisch betätigt werden. Zum Ladungsumschlag stehen bei einigen Einheiten vier mittschiffs angebrachte hydraulische Schiffskräne zur Verfügung. Der Schiffstyp kann bei maximaler Abladung rund 25.000 Tonnen transportieren. Die Einheiten sind auf den Transport verschiedener Massengüter, wie zum Beispiel Getreide, Kohle, Mineralien inklusive verschiedener Gefahrgüter ausgelegt. Die Tankdecke der Laderäume ist für den Erztransport verstärkt ausgeführt. Es können darüber hinaus auch Sackgüter, Stahlprofile, -röhren und andere Massenstückgüter, jedoch keine Decksladungen transportiert werden.
Der Antrieb der Schiffe besteht aus einem Sulzer-Zweitakt-Dieselmotor. Es wurden verschiedene Hauptmotorenbaumuster eingebaut, die eine Geschwindigkeit von etwa 15 bis 16 Knoten ermöglichen. Es stehen mehrere Hilfsdiesel- und ein Notdiesel-Generator zur Verfügung.